# Annabelle: Narodziny zła
Annabelle: Narodziny zła (ang. Annabelle: Creation) – amerykański horror z 2017 roku w reżyserii Davida F. Sandberga, wyprodukowany przez wytwórnię Warner Bros. Pictures. Prequel filmu Annabelle z 2014 roku. Główne role w filmie zagrali Stephanie Sigman, Talitha Bateman, Anthony LaPaglia i Miranda Otto.

## Fabuła
Akcja filmu rozgrywa się w roku 1943. Producent zabawek Samuel Mullins (Anthony LaPaglia) i jego żona Esther (Miranda Otto) tracą w wypadku córkę Bee. Po śmierci córeczki w jedną ze stworzonych przez Sama lalek wstępuje duch. Rodzice myślą, że to dusza ich zmarłego dziecka. Przekonują się jednak, że w kukiełkę wstąpił groźny demon i zamykają ją na cztery spusty w dawnym pokoju córki.
Dwanaście lat później w roku 1955, siostra Charlotte szuka schronienia dla podopiecznych z likwidowanego sierocińca. Państwo Mullinsowie proponują im swoją willę. Wkrótce po przyjeździe dzieci pod drzwi małej Janice ktoś zaczyna wsuwać tajemnicze liściki. Wskazówki od nieznajomego doprowadzają dziewczynkę do nawiedzonej, opętanej przez demona lalki Annabelle.

## Obsada
- Stephanie Sigman jako siostra Charlotte
- Talitha Bateman jako Janice
- Lulu Wilson jako Linda
- Philippa Coulthard jako Nancy
- Grace Fulton jako Carol
- Lou Lou Safran jako Tierney
- Tayler Buck jako Kate
- Samara Lee jako Annabelle "Bee" Mullins
- Anthony LaPaglia jako Samuel Mullins
- Miranda Otto jako Esther Mullins
- Mark Bramhall jako ojciec Massey
- Adam Bartley jako funkcjonariusz Fuller
- Alicia Vela-Bailey jako zła Esther Mullins

## Produkcja
Zdjęcia do filmu kręcono w Los Angeles w stanie Kalifornia w Stanach Zjednoczonych, natomiast okres zdjęciowy trwał od 27 czerwca do 15 sierpnia 2016 roku.

## Odbiór

### Box office
Film Annabelle: Narodziny zła zarobił łącznie 102,1 mln dolarów w Stanach Zjednoczonych i Kanadzie, a 204,4 mln w pozostałych państwach; łącznie 306,5  mln USD, w stosunku do budżetu produkcyjnego 15 mln.

### Krytyka w mediach
Film Annabelle: Narodziny zła spotkał się z umiarkowanie pozytywną reakcją krytyków. W serwisie Rotten Tomatoes 71% ze 189 recenzji jest pozytywne, a średnia ocen wyniosła 6,2 na 10. Na portalu Metacritic średnia ocen z 29 recenzji wyniosła 62 punkty na 100.
Serwis His Name Is Death sklasyfikował Annabelle: Narodziny zła jako jeden z najlepszych horrorów 2017 roku.